# Michiyo Yasuda
Michiyo Yasuda (保田 道世, Yasuda Michiyo), née le 28 avril 1939 à Nakano et morte le 5 octobre 2016, est une animatrice et coloriste japonaise.
Elle a travaillé pour la Toei Animation, A Production (future Shin-Ei Animation), Nippon Animation, Topcraft et le Studio Ghibli.
Elle a notamment travaillé en tant que coloriste sur des succès majeurs du Studio d'animation Ghibli, comme Le Voyage de Chihiro, Ponyo sur la falaise, Princesse Mononoké et Le Château ambulant. Elle a également collaboré avec Isao Takahata et Hayao Miyazaki sur divers séries et films comme pour Panda Petit Panda, Conan, le fils du futur ou Le Vent se lève.